# برايان والترز
برايان والترز (بالإنجليزية: Brian Walters)‏ هو محامي وناشط حقوق الإنسان وشاعر أسترالي، ولد في 17 يونيو 1954.